# Jagdstaffel 78
A Jagdstaffel 78, conhecida também por Jasta 78, foi um esquadra de aeronaves da Luftstreitkräfte, o braço aéreo das forças armadas alemãs durante a Primeira Guerra Mundial. Esta esquadra abateu no total 8 aeronaves inimigas.